# Jeb Bradley

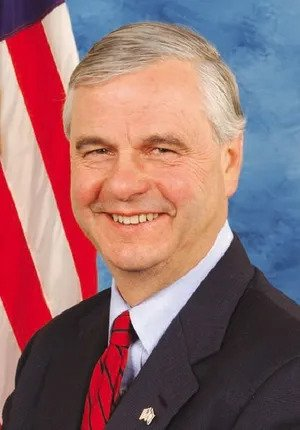
Jeb Bradley

Jeb Bradley (* 20. Oktober 1952 in Rumford, Oxford County, Maine) ist ein US-amerikanischer Politiker. Zwischen 2003 und 2007 vertrat er den Bundesstaat New Hampshire im US-Repräsentantenhaus.

## Werdegang
Jeb Bradley studierte bis 1974 an der Tufts University in Medford (Massachusetts) unter anderem das Fach Soziologie. Nachdem er einige Jahre in der Schweiz gelebt hatte, kehrte er 1981 in die Vereinigten Staaten zurück. Bis 1997 betrieb er in New Hampshire einen Lebensmittelladen namens Evergrain Natural Foods. Bradley war auch im Malergeschäft und auf dem Immobilienmarkt tätig.
Ursprünglich war Bradley Mitglied der Demokratischen Partei. Im Jahr 1989 wechselte er zu den Republikanern. Zwischen 1990 und 2002 war er Abgeordneter im Repräsentantenhaus von New Hampshire. Im Jahr 2002 wurde er im ersten Distrikt von New Hampshire in das US-Repräsentantenhaus in Washington gewählt, wo er am 3. Januar 2003 die Nachfolge des in den Senat gewechselten John E. Sununu antrat. Nach einer Wiederwahl im Jahr 2004 konnte Bradley bis zum 3. Januar 2007 zwei Legislaturperioden im Kongress absolvieren. Er gilt als moderater Republikaner, der den Irakkrieg unterstützte. Die Energiepolitik von US-Präsident George W. Bush lehnte er jedoch ab. Bradley war Mitglied im Streitkräfteausschuss, dem Ausschuss für Veteranenangelegenheiten und dem Small Business Committee. Bei den Wahlen des Jahres 2006 unterlag er der Demokratin Carol Shea-Porter.
Im April 2009 wurde Bradley bei einer Nachwahl in den Senat von New Hampshire gewählt. Er ist verheiratet und lebt in Wolfeboro.